# Infraestruturas de Portugal
Infraestruturas de Portugal (IP) è un'impresa pubblica costituita il 29 maggio 2015 con la fusione di Rede Ferroviária Nacional (REFER) e di Estradas de Portugal (EP) allo scopo di gestire e amministrare la rete infrastrutturale terrestre stradale e ferroviaria del Portogallo.

## Storia

### Prodromi
La legge n. 2008, pubblicata il 7 dicembre 1945, accentrava in un'unica entità la responsabilità della gestione della rete ferroviaria del Portogallo e, per buona parte della seconda metà del XX secolo, tale concetto fu prevalente. Nel corso della transizione tra anni ottanta e anni novanta prese vita un cambiamento della tendenza giuridica che iniziò a concepire un ruolo maggiore dello Stato nelle decisioni importanti quali ad esempio il finanziamento o gli investimenti a lungo termine nelle infrastrutture.
Così, il 17 marzo 1990, fu pubblicata la legge n. 10/90, meglio conosciuta come legge quadro del sistema dei trasporti terrestri, che poneva le basi per una separazione tra la gestione dell'esercizio ferroviario (che poteva essere affidata ad una o più imprese) e la costruzione, la ristrutturazione e la manutenzione delle infrastrutture ferroviarie, che avrebbero dovuto essere sostenute dallo Stato o da un'entità designata per questa funzione; in tal modo, si sarebbero velocizzati i processi di investimento, di gestione dell'infrastruttura, modernizzando l'amministrazione delle ferrovie, adeguando le leggi in vigore nel settore al diritto comunitario allo scopo di fornire una risposta adeguata alle esigenze delle imprese e della popolazione e di consentire l'entrata nel mercato dei servizi ferroviari a più aziende, con la creazione di infrastrutture e la possibilità di differenziare le tariffe.

### Nasce Rede Ferroviária Nacional

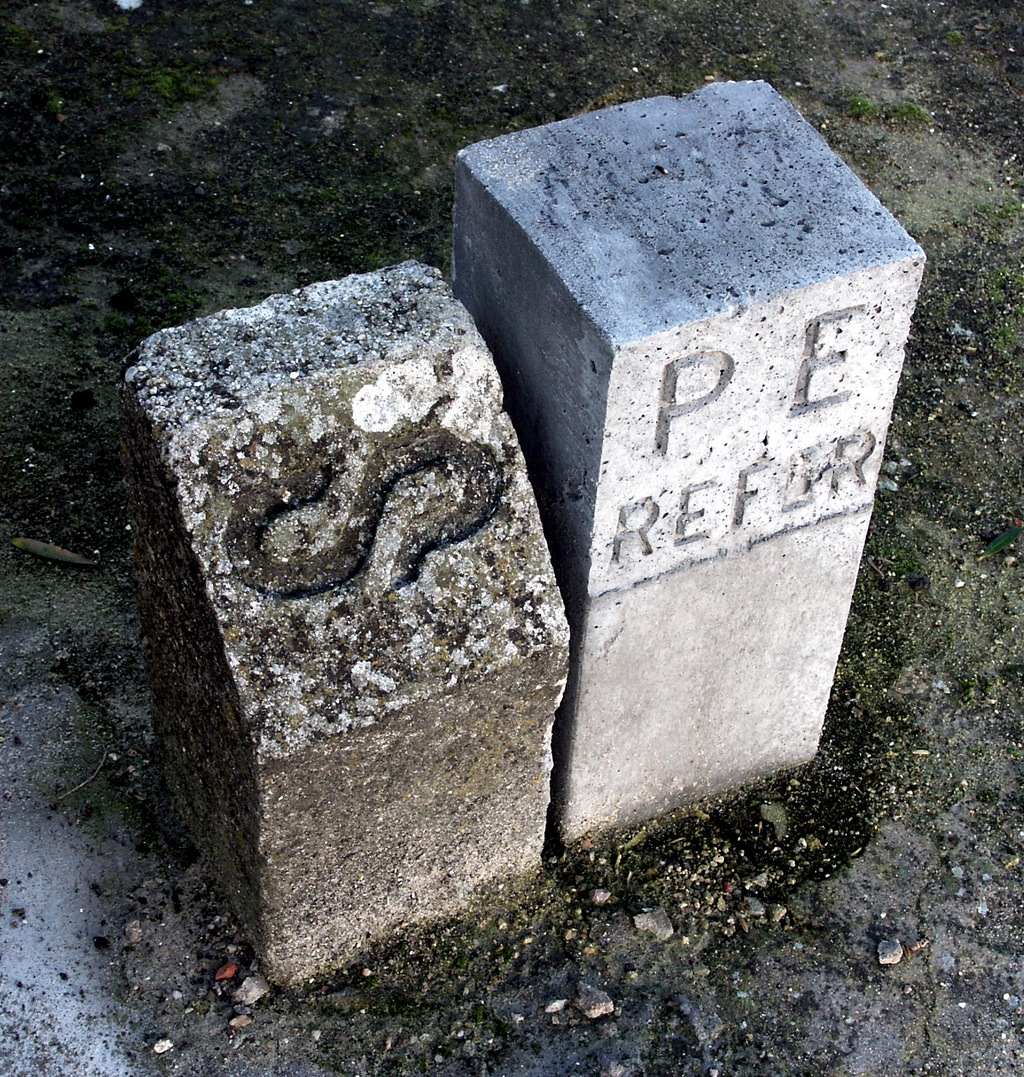
Cippo di delimitazione CP e Refer

Con decreto-legge n. 104 del 29 aprile 1997, redatto sulla base delle linee guida della legge del 1990, venne costituita Rede Ferroviária Nacional (REFER E.P.) con il compito specifico di gestire l'infrastruttura ferroviaria del Portogallo. Furono costituiti inoltre organismi, con funzioni simili a quelli di REFER ma con una più limitata influenza territoriale, per la gestione del nodo ferroviario di Lisbona, del nodo ferroviario del porto e degli impianti ferroviari del ponte sul Tago.
Nei primi anni di esistenza dei nuovi organismi (1997-1999) furono attuate riorganizzazioni e trasferimento delle funzioni operative della vecchia infrastruttura ferroviaria delle Caminhos de Ferro Portugueses con cambiamenti anche radicali della cultura della gestione ferroviaria e, nel 2001, con l'introduzione di nuovi parametri di qualità degli investimenti e della gestione, l'aumento della sicurezza della circolazione mediante l'ammodernamento delle attività di comando e controllo, la riorganizzazione della sua struttura e l'introduzione di nuove tecnologie.
Venne anche ridotto il numero dei dipendenti con la messa a punto di nuovi meccanismi e applicazioni di supporto. Problemi di finanziamento da parte dello Stato portoghese costrinsero tuttavia REFER a ricorrere al credito.
Il 22 luglio 2008, con decreto-legge n. 141 REFER fu trasformata in ente pubblico economico modificandone gli statuti e dandole poteri atti ad operare oltre che nella gestione della rete anche nell'armonizzazione dei servizi ferroviari svolti dall'impresa privata.
REFER era sottoposta al controllo dei ministri competenti, delle finanze e dei trasporti.

### Costituzione di Estradas de Portugal
Estradas de Portugal SA (EP), società anonima di capitale interamente pubblico, venne creata il 21 dicembre 2004 con il nome di Estradas de Portugal, EPE, allo scodo di gestire le infrastrutture stradali nazionali. Sostituiva il precedente Instituto das Estradas de Portugal costituito il 25 giugno del 1999 in luogo della Junta Autónoma das Estradas, fondata il 20 luglio del 1927.
Estradas de Portugal si occupava del finanziamento, manutenzione, esercizio e costruzione delle rete stradale e autostradale nazionale.
Erano di sua competenza:
- la gestione del ponte 25 de Abril in collaborazione con REFER e Lusoponte;
- il controllo delle concessionarie e delle subconcessionarie delle infrastrutture stradali;
- il servizio di spazzamento neve nelle strade soggette a tale fenomeno.

### Fusione dei due enti in Infraestruturas de Portugal

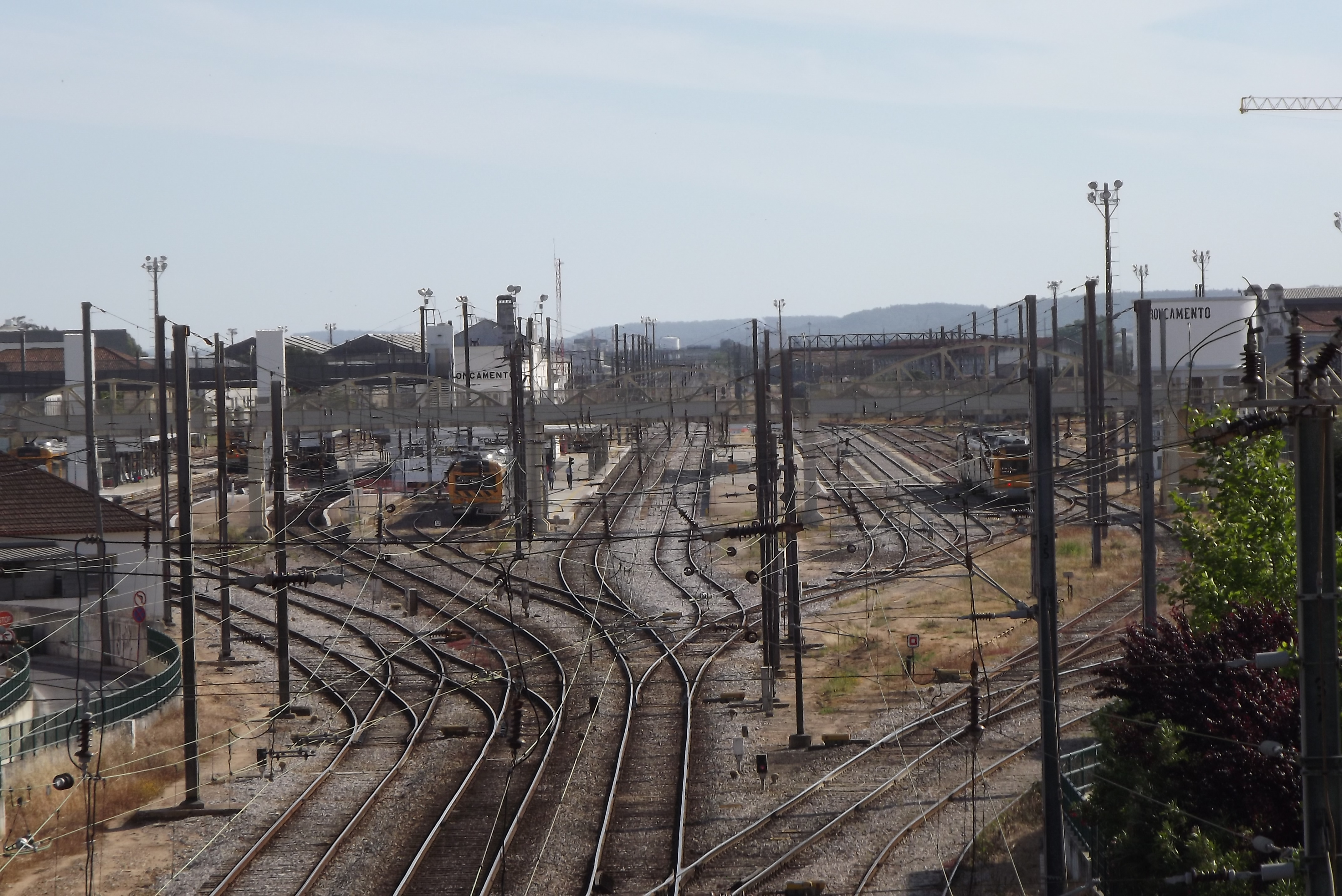
Stazione di Entroncamento, principale nodo della rete ferroviaria portoghese, gestita da IP

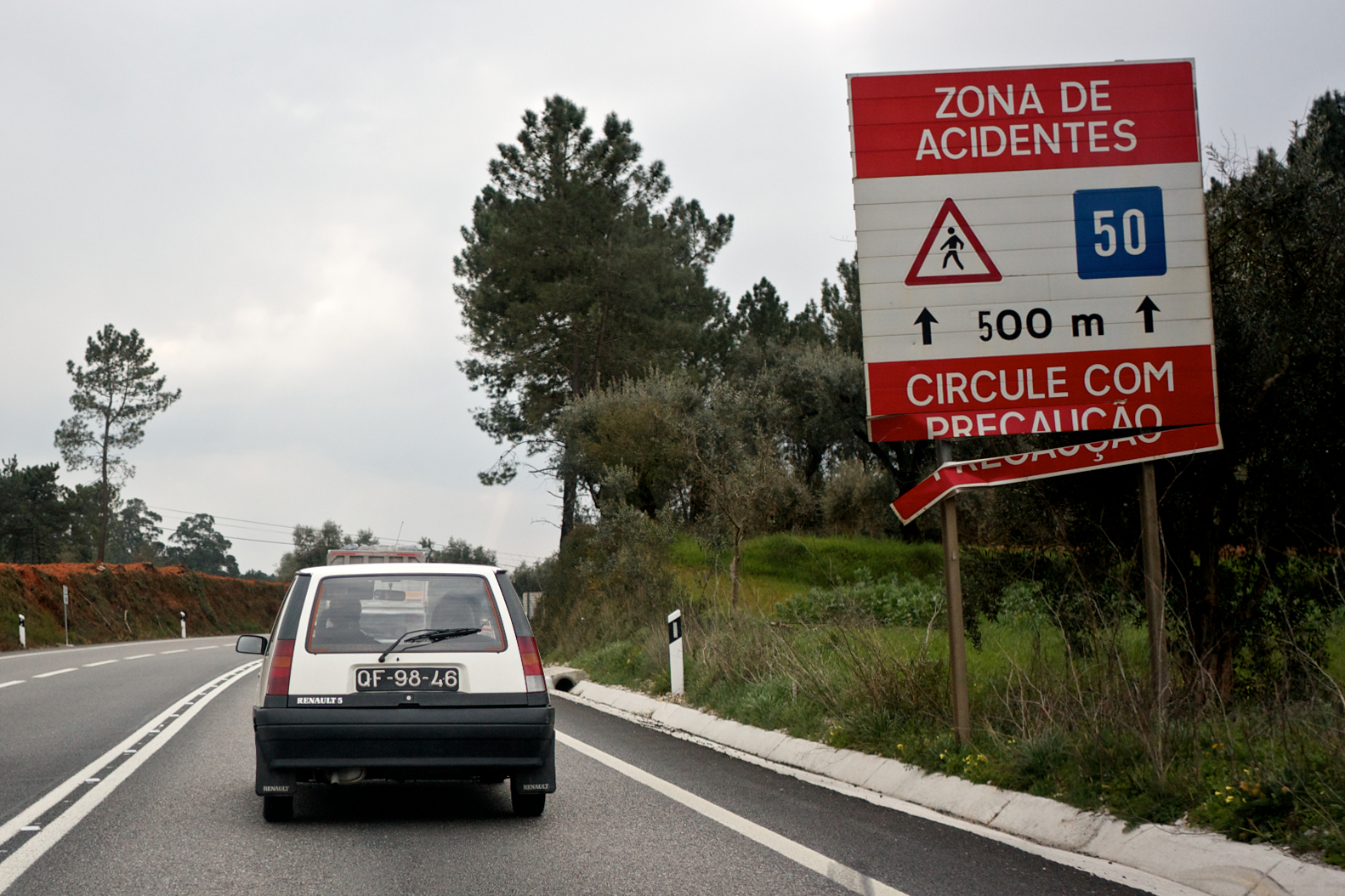
La EN 1, che collega Lisbona a Porto, è la principale strada nazionale della rete gestita da IP

Infraestruturas de Portugal nacque come società anonima in seguito all'attuazione del decreto-legge n. 91/2015, che disponeva la fusione delle due imprese precedenti, Rede Ferroviária Nacional ed Estradas de Portugal. Il 29 maggio del 2015 veniva chiuso l'esercizio di REFER e, con effetto dal 1º giugno dello stesso anno, veniva incorporato l'esercizio EP. La detta società anonima assumeva il nome di Infraestruturas de Portugal S.A.
Il settore viario e ferroviario rimane sottoposto al controllo del Ministero dell'Economia mediante la Secretaria de Estado das Infraestruturas, Transportes e Comunicações dello stesso.

#### Caratteristiche
Il modello ferroviario portoghese si ispira alle linee guida della riforma prefigurata dall'Unione europea e comprende: 
- l'Instituto da Mobilidade e dos Transportes (IMT), responsabile per la regolamentazione, vigilanza e sviluppo del settore;
- Infraestruturas de Portugal, gestore delle infrastrutture;
- gli operatori del trasporto di passeggeri e di merci, CP, Fertagus, CP Carga, Takargo Rail.

### Dati della rete gestita dall'8 giugno 2015
- Rete stradale: 17.874 km
- Rete ferroviaria: 2.562 km di cui, elettrificata, 1.633,7 km